# Cheumatopsyche mickeli
Cheumatopsyche mickeli là một loài Trichoptera trong họ Hydropsychidae. Chúng phân bố ở miền Tân bắc.